# 荒木由太郎
荒木 由太郎（あらき よしたろう、1922年〈大正11年〉3月19日 - 1992年〈平成4年〉10月25日）は、日本の政治家、実業家。静岡県出身。

## 政治家の経歴
1951年、東京都議会選挙に目黒選挙区から立候補して当選。
1958年から翌年まで東京都議会建築港湾委員長となる。
1960年から翌年まで東京都議会自由民主党政務調査会長、1962年-1963年には、同幹事長を務めたが、1963年に都の外郭団体である東京都競馬株式会社から競馬場施設賃貸問題について便宜を図った見返りに賄賂を受け取った事件で起訴され、1971年12月に懲役1年8カ月追徴金250万円が確定した。また1965年の東京都議会黒い霧事件で小山貞雄陣営から議長選に絡んで賄賂を受け取った事件でも起訴され、1970年1月に懲役1年執行猶予3年追徴金30万円が確定した。

## 実業家の経歴
商店の小僧を振り出しに様々な職歴を持ち、住吉会の幹部であったと渡辺敬一郎は記している。中央競馬・南関競馬の予想専門誌「勝馬」の創刊に関わった後、1964年に競馬新聞の出版社であるダービーニュース社の社長に就任。人気予想家の大川慶次郎の引き抜きや早売り流通システムの確立などにより、10%以下だったシェアを33%に引き上げる手腕を見せた。

## その他
1979年1月、韓国とばくツアー事件で外為法違反の容疑により逮捕された。